# Nguyễn Trọng Khánh
Nguyễn Trọng Khánh (sinh 1958) là một sĩ quan cấp cao trong Quân đội nhân dân Việt Nam, hàm Thiếu tướng, nguyên là Phó Trưởng ban Quản lý Lăng Chủ tịch Hồ Chí Minh kiêm Phó Tư lệnh-Tham mưu trưởng Bộ Tư lệnh Bảo vệ Lăng Chủ tịch Hồ Chí Minh.

## Thân thế và sự nghiệp
Ông sinh ngày 10 tháng 3 năm 1958 tại Xuân Đỉnh, Từ Liêm, Hà Nội.
Năm 2010, bổ nhiệm giữ chức Phó Tư lệnh-Tham mưu trưởng Bộ Tư lệnh Bảo vệ Lăng Chủ tịch Hồ Chí Minh
Tháng 11 năm 2013, ông được bổ nhiệm giữ chức Phó Trưởng ban Quản lý Lăng Chủ tịch Hồ Chí Minh
Thiếu tướng (12.2014),
Năm 2019, ông nghỉ hưu theo chế độ.